# Barney Kessel

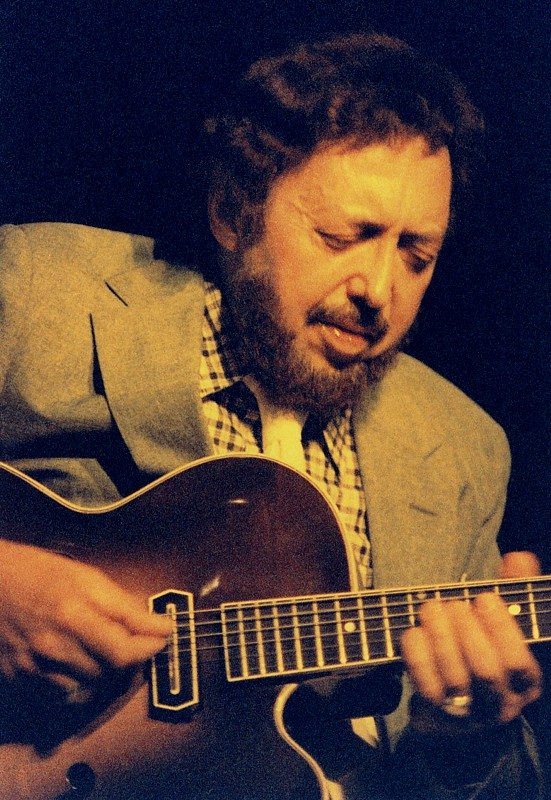
Porträt Barney Kessel bei einem Bühnenauftritt mit Archtop-E-Gitarre

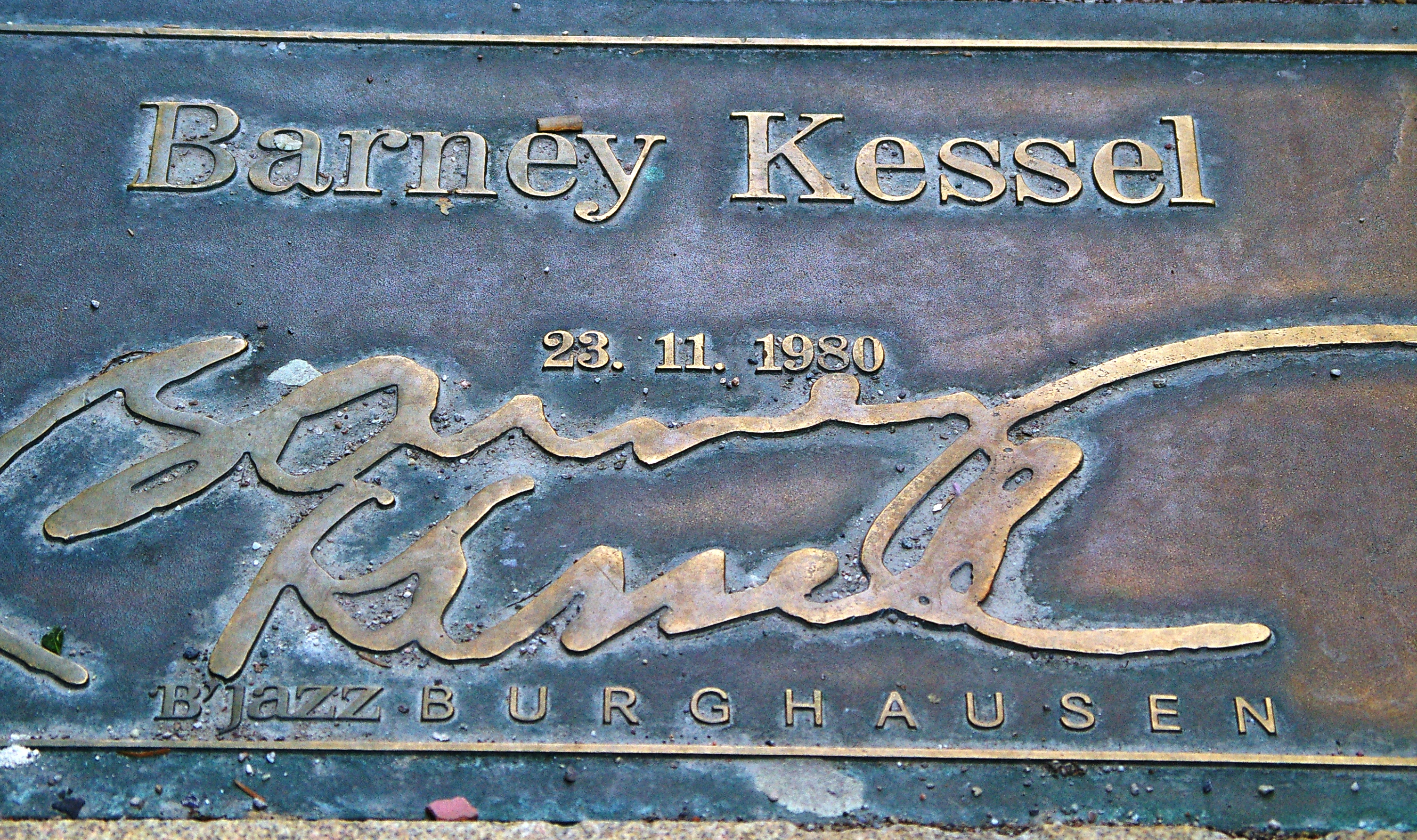
Gedenkstein in der Street of Fame in Burghausen

Barney Kessel (* 17. Oktober 1923 in Muskogee, Oklahoma; † 6. Mai 2004 in San Diego, Kalifornien) war ein US-amerikanischer Jazz-Gitarrist.

## Leben
Barney Kessels Karriere begann im Alter von 14 Jahren in seinem Geburtsort Muskogee. Dort spielte er als einziger Weißer in einer Swing-Band. Seinen ersten Job in Los Angeles, wohin er 1942 zog, hatte er 1942 im Chico Marx Orchestra, das der Komiker Chico Marx gegründet hatte. Eine seiner ersten Aufnahmen sind im Kurzfilm Jammin’ The Blues mit Lester Young (Mai 1944) zu hören. Seine ersten Singles kamen bei dem kleinen Plattenlabel Atomic Records heraus, aufgenommen am 7. Juni 1945 in Los Angeles, und zwar Atom Buster / What Is This Thing Called Love? (Atomic 209) und Slick Chick / Man I Love (Atomic 210). Bis Dezember 1945 arbeitete er in der Band von Charlie Barnet, bis 1946 auch bei Artie Shaw, für den bei über 70 Titeln mitwirkte. Mit Musikern aus Shaws Band wie Dodo Marmarosa und Herbie Steward entstanden erste Aufnahmen unter eigenem Namen. Er tauchte erstmals am 26. Februar 1947 in der Besetzung bei Charlie Parker’s New Stars für die LP The Bird Loves The Blues auf. Später spielte er gemeinsam mit Benny Goodman, Lester Young, Billie Holiday und bei Oscar Peterson (LP Peterson Plays Cole Porter, aufgenommen am 25. November 1951) mit. Barney Kessel wird als prägender Gitarrist des Modern Jazz der 1950er-Jahre angesehen. Am 28. März 1955 hatte er sein Barney Kessel Septet zusammengestellt, mit dem er die LP Barney Kessel, Vol. 3, To Swing Or Not To Swing aufnahm. Das Barney Kessel Quintet nahm die LPs Barney Kessel, Vol. 2 und Vol. 1 auf. Daneben wirkte Kessel an unzähligen Plattenaufnahmen mit wie bei Red Norvo, Roy Eldridge, Harry Sweets Edison, Ben Webster, Stuff Smith, Woody Herman und Buddy DeFranco. Von 1953 an veröffentlichte er eine Reihe von Alben; dabei ragen besonders die Trio-LPs mit der Poll-Winner-Formation mit dem Bassisten Ray Brown und dem Schlagzeuger Shelly Manne heraus, die von 1957 bis 1959 entstanden. Am 30. August 1957 taucht er erstmals als Begleitmusiker von Peggy Lee bei deren Single Listen To The Rockin' Bird / Uninvited Dream auf.
Der am 24. April 1961 für Duane Eddy entstandene Instrumentalhit Ring of Fire war die erste Session von Barney Kessel in den Tonstudios von Los Angeles mit anderen renommierten Instrumentalisten unter dem Namen The Wrecking Crew. Diese Arbeit wurde von nun an zu seiner Hauptbeschäftigung. Damit wechselte er stilistisch vom Jazz zum kalifornischen Pop-Rock, denn er begleitete Interpreten wie Elvis Presley, Dean Martin, Beach Boys („Wouldn’t It Be Nice“) oder Frank Sinatra. Er war Teil des von Phil Spector kreierten Wall of Sound, so etwa bei dem von den Righteous Brothers stammenden Welthit You’ve Lost That Lovin’ Feelin’. Kessel wirkte an beinahe allen Hits dieser Interpreten mit, auch auf Alben wie Pet Sounds der Beach Boys. Bei dieser Gruppe ist bei Wouldn’t It Be Nice als Intro für 4 Takte sein ungewöhnliches Spiel mit der 12-saitigen Gitarre zu hören.
Anfang 1969 gab Kessel seine Studio-Tätigkeit auf und spielte mit Bobby Hutcherson und Elvin Jones das programmatische Album Feelin’ Free (Februar 1969) ein. Mit eigener Gruppe trat er auch beim Montreux Jazz Festival 1973 auf (Mitschnitt für Black Lion). Als freischaffender Musiker spielte er im Duo mit Herb Ellis sowie im Trio mit Charlie Byrd. Außerdem veröffentlichte er das Unterrichtswerk The Guitar, schrieb weitere musikdidaktische Werke und gab in aller Welt Meisterkurse. Sein bekanntestes Seminar war The Effective Guitarist.
Kessel konnte seit einem Schlaganfall im Jahre 1992 nicht mehr auftreten. Er starb an einem Gehirntumor und hinterließ seine dritte Ehefrau Phyllis Van Doren-Kessel sowie die beiden Söhne, Produzenten und Musiker, Dan und David Kessel, der mit Phil Spector, John Lennon, Cher und Leonard Cohen gearbeitet hat.

## Bedeutung
Angelehnt an Charlie Parkers Stil erneuerte Barney Kessel die Art des Jazzgitarrespiels. Er gehört zu den ersten Gitarristen, die auf diesem Instrument den Jazz-Stil Bebop spielten. Kessel gehörte auch zu einer Reihe von Jazzgitarristen wie Tiny Grimes, Oscar Moore, Irving Ashby und Chuck Wayne, die in der Tradition von Charlie Christian spielten. Wie auch Jimmy Raney entwickelte er dessen Neuerungen zu einem eigenen Stil, in dem er vor allem das akkordische Spiel Christians in seinen Stil integrierte (Attila Zoller).
Der Musikinstrumenten-Hersteller Gibson widmete Kessel im Jahr 1961 ein eigenes Signature-Gitarrenmodell. Die Gibson Barney Kessel Custom, eine Archtop-E-Gitarre mit Doppel-Cutaway, wurde bis 1970 hergestellt. Drei weitere Signature-Modelle waren Barney Kessel zuvor bereits im Jahr 1957 vom Gitarrenhersteller Kay gewidmet worden; das Endorsement hatte jedoch lediglich bis 1960 Bestand gehabt.

## Diskografie (Auswahl)
- Vol. 1: Easy Like (Contemporary Records, 1953/1955)
- Vol. 2: Kessel Plays Standards (Contemporary Records, 1954/1955)
- Vol. 3: To Swing or Not to Swing (Contemporary Records, 1955) mit Sweets Edison, Georgie Auld, Jimmy Rowles
- The Tatum Group Masterpieces Vol. 5 (Pablo, 1955)
- Music to Listen to Barney Kessel by (Contemporary Records, 1956)
- The Poll Winners (Contemporary Records, 1957) mit Shelly Manne, Ray Brown
- Let’s Cook! (Contemporary Records, 1957)
- The Poll Winners Ride Again (Contemporary Records, 1958) mit Shelly Manne, Ray Brown
- Kessel plays Carmen (Contemporary Records, 1958)
- The Poll Winners Three! (Contemporary Records, 1959) mit Shelly Manne, Ray Brown
- Some Like It Hot (Contemporary Records, 1959) mit Art Pepper
- The Poll Winners - Exploring the Scene! (Contemporary Records, 1960) mit Shelly Manne, Ray Brown
- Barney Kessel’s Swingin’ Party at Contemporary (Contemporary Records, 1960)
- Workin’ Out with the Barney Kessel Quartet (Contemporary Records, 1961)
- Barney Kessel Trio Live in Los Angeles at P.J.’s Club (Live-Aufnahmen von 1965 bis 1973, Gambit Records)
- Feeling Free (Contemporary Records, 1969) mit Bobby Hutcherson, Elvin Jones
- Reflections In Rome (RCA Victor LISP 34012, 1969) mit Giovanni Tommaso (Bass), Daniel Humair (Drums) & Vincenzo Restuccia (Drums)
- The Poll Winners – Straight Ahead (Contemporary Records, 1957) mit Shelly Manne, Ray Brown
- Great Guitars (Barney Kessel, Herb Ellis und Laurindo Almeida, 1975 live) 2008
- Solo (Concord Records, 1981)
- Spontaneous Combustion (Contemporary Records, 1987) mit dem Monty Alexander Trio
- Red Hot and Blues (Contemporary Records, 1988) mit Bobby Hutcherson, Kenny Barron, Rufus Reid, Ben Riley